# Eleonora de Portugalia
Eleonora de Portugalia (n. 18 septembrie 1434, Torres Vedras, Estremadura⁠(d), Portugalia – d. 3 septembrie 1467, Wiener Neustadt, Austria Inferioară, Austria) a fost împărăteasă a Sfântului Imperiu Roman.
S-a născut ca infantă a Portugaliei, fiică a regelui Eduard al Portugaliei și a reginei Eleanor de Aragon. A fost soția lui Frederic al III-lea, Împărat al Sfântului Imperiu Roman și mama împăratului Maximilian I.

## Primii ani
Eleonora s-a născut la Torres Vedras la 18 septembrie 1434, al șaselea copil dintre cei nouă ai regelui Eduard și ai reginei Eleonora de Aragon. A fost a treia fiică a cuplului însă surorile mai mari au murit în adolescență, astfel Eleonora a devenit fiica cea mare a regelui.
Tatăl ei a murit cu cinci zile înainte ca ea să împlinească 4 ani iar fratele ei mai mare, Alfonso V, i-a succedat tatălui ca rege în timp ce mama sa a fost regentă. În martie, mama sa a dat naștere încă unei fete, Ioana, care va deveni soția lui Henric al IV-lea de Castilia.
În 1440, mama lui Eleanor a fost forțată să plece în exil în Castlia după ce a pierdut litigiul cu cumnatul ei, Pedro, Duce de Coimbra, pentru regența tânărului rege Alfonso.

## Căsătorie și copii
La 16 martie 1452 la Roma Eleanor s-a căsătorit cu regele german Frederic al III-lea. Trei zile mai târziu au fost încoronați împărat și împărăteasă ai Sfântului Imperiu Roman de papa Nicolae al V-lea. Frederic al III-lea a fost ultimul împărat al Sfântului Imperiu Roman care a fost încoronat la Roma.
Împreună cu Frederic al III-lea a avut cinci copii:
- Christopher, Arhiduce de Austria (1455-1456)
- Maximilian I, Împărat romano-german (1459-1519)
- Elena, Arhiducesă de Austria (1460-1461)
- Kunigunde, Arhiducesă de Austria (1465-1520), căsătorită cu Albert al IV-lea, Duce de Bavaria
- Ioan, Arhiduce de Austria (1466-1467)

Eleonora a murit la Wiener Neustadt la 3 septembrie 1467.